# NGC 3102
NGC 3102 é uma galáxia elíptica (E-S0) localizada na direcção da constelação de Ursa Major. Possui uma declinação de +60° 06' 28" e uma ascensão recta de 10 horas, 04 minutos e 31,7 segundos.
A galáxia NGC 3102 foi descoberta em 9 de Abril de 1793 por William Herschel.